# لايكاموبايل
لايكاموبايل (بالإنجليزية: Lycamobile)هو مشغل شبكة محمول افتراضية، يبيع ويسوق خدمات
warum gegen wen ema was so scmerzen vuc erns wem orng warum n vuc c you scmerzen vuc c you scmerzen vuc
الهاتف المحمول والإنترنت الدولي باستعمال بطاقات الشحن مسبقة الدفع. مع أكثر من 6.5 مليون عميل من 19 بلدا مختلفا (المملكة المتحدة، هونغ كونغ، ألمانيا، أستراليا، إسبانيا، سويسرا، النرويج، السويد، الدنمارك، بلجيكا، إيطاليا، هولندا، النمسا، ايرلندا، بولندا، البرتغال، الولايات المتحدة الامريكية، فرنسا وتونس). يتم تسويق بطاقات SIM خاصته من قبل شركة لايكاتل (بالفرنسية: Lycatel) المنفصلة عن العلامة التجارية لايكاموبايل.

## التأسيس
تم تأسيس شركة لايكاموبايل في سنة 2005 لكنها بدأت أولى مفاوضاتها في 2006. وتمتلك عدة مؤسسات خاصة تحت الاسم التجاري لايكاموبايل. تعمل إما كمشغل شبكة محمول افتراضية أو تاجر جملة للمنتجات الرئيسية للعلامة التجارية لايكاموبايل.
في 2015، انتشرت الشركة في 19 دولة: (المملكة المتحدة، هونغ كونغ، ألمانيا، أستراليا، إسبانيا، سويسرا، النرويج، السويد، الدنمارك، بلجيكا، إيطاليا، هولندا، النمسا، ايرلندا، بولندا، البرتغال، الولايات المتحدة الأمريكية، فرنسا وتونس). ومنذ إطلاقها في عام 2006 في بلجيكا، امتلكت الشركة أكثر من 6 ملايين عميل في جميع أنحاء البلدان التي تتواجد فيها.

في 27 يوليو 2025، أطلقت في تونس بالتعاون مع تونس للاتصالات، لتصبح رابع مشغل في البلاد. وبالإضافة إلى ذلك، فتونس أول مضيفة للايكاموبايل في أفريقيا والعالم العربي.

### في فرنسا
وصلت إلى فرنسا في تموز / يوليه 2011 وهي مشغل شبكة محمول افتراضية فيها وبالتالي لديها البنية التحتية للشبكة الأساسية (مفاتيح، HLR, SMSC...)، في حين تؤجر جزء راديو GSM, 3G و4G من شبكة بويج تليكوم.

## الخدمات
تعرف لايكاموبايل بتسويقها خدمات الهاتف المحمول والإنترنت الدولي باستعمال بطاقات الشحن المسبق فقط. 
وأيضا شرائها للخدمات بكميات كبيرة، من مشغلي شبكات الهاتف النقال الشركاء ثم إعادة بيعها بالجملة إلى غيرها من الشبكات الافتراضية.
وتعرف بأنها منخفضة التكلفة (بالفرنسية: à bas prix) ، وممارسة إستراتيجية التسعير العدواني لكسب حصة في السوق. هذه الاستراتيجية وضعت موضع التنفيذ عن طريق الاتفاقات الدولية منالتشرد: كل علامة تجارية في MVNO تعمل بشكل مستقل في كل بلد، مما أدى إلى استخدام شبكات التجوال مختلفة في نفس البلد اعتمادا على الأصل من بطاقة SIM (على سبيل المثال: Lycamobile SIM الفرنسية استخدام التجوال على بويج تليكوم، حيث سيم من MVNO من بلد أوروبي آخر (مثل هولندا، سويسرا) سوف تكون قادرا على الاتصال في التجوال مع مشغل OrangeF).

## العلامات التجارية الفرعية

### Lycatel
متميزة من ماركة Lycamobile ، ولكن تابع مع الشركة Lycatel يركز على بيع بطاقات SIM وأعلى المنبثقة من خلال موقع على شبكة الإنترنت إلى تجار الجملة الذين توزيعه في وسط شبكة من المحلات التجارية التابعة لهم.

## الشبكات
تقوم لايكاموبايل باستعارة شبكات مشغلي شبكات الهاتف النقال من شركات مختلفة حسب البلد:
| البلد                      | متبني الشبكة                 |
| -------------------------- | ---------------------------- |
| ألمانيا                    | Vodafone                     |
| أستراليا                   | Telstra                      |
| النمسا                     | A1 Telekom Austria           |
| بلجيكا                     | Orange-Base-Telenet-Proximus |
| الدنمارك                   | TDC                          |
| إسبانيا                    | Movistar                     |
| الولايات المتحدة الأمريكية | T-Mobile                     |
| فرنسا                      | Bouygues Telecom             |
| إيرلندا                    | O2                           |
| إيطاليا                    | Vodafone                     |
| النرويج                    | TeliaSonera                  |
| هولندا                     | KPN                          |
| بولونيا                    | Polkomtel                    |
| البرتغال                   | Vodafone                     |
| المملكة المتحدة            | O2                           |
| السويد                     | Telenor                      |
| سويسرا                     | Swisscom                     |
| تونس                       | Tunisie Telecom -TT          |

## وصلات خارجية
- موقع Lycamobile في فرنسا